# FIFA 온라인 3
《FIFA 온라인 3》(FIFA Online 3)는 스피어헤드(전 EA 서울 스튜디오)가 개발하고 넥슨이 배급하는 온라인 축구 게임이다. 피파 온라인 3는 이전 피파 시리즈를 기반으로 만든 전작들보다 여러 방면으로 나아졌지만, 이 역시 EA가 판매 중단한 버전의 엔진에 최신 그래픽만을 입히기 때문에 플레이에 한계가 있다.

## 리그
| 유럽 (18개국) - 잉글랜드 - 프리미어리그 - 풋볼 리그 챔피언십 - 풋볼 리그 1 - 풋볼 리그 2 - 스페인 - 프리메라리가 - 세군다 디비시온 - 이탈리아 - 세리에 A - 세리에 B - 독일 - 푸스발-분데스리가 - 2. 푸스발-분데스리가 - 3. 리가 (2017년 하반기 로스터 패치 때 추가 됨) - 프랑스 - 리그 1 - 리그 2 - 스코틀랜드 프리미어리그 - 노르웨이 티펠리겐 - 스웨덴 알스벤스칸 - 폴란드 엑스트라클라사 - FAI 프리미어디비전 - 튀르키예 쉬페르리그 (2014년 하반기 로스터 패치 때 추가 됨) | 아시아 (3개국) - 대한민국 - K리그 클래식 - K리그 챌린지 (2013년 하반기 로스터 패치 때 추가 됨) - 사우디아라비아 프리미어리그 북중미 (2개국) - 메이저 리그 사커 남미 (3개국) - 아르헨티나 프리메라 디비시온(2013년 하반기 로스터 패치 때 추가 됨) - 카테고리아 프리메라 A(이하 동일) 기타 국가 - 파나티나이코스 FC - AEK 아테네 (2017년 하반기 로스터 패치 때 추가 됨) - 스파르타 프라하 (2017년 하반기 로스터 패치 때 추가 됨) - 샤흐타르 도네츠크 - 카이저 치프스 FC - 올랜도 파이리츠 FC - HJK 헬싱키 (2016년 하반기 로스터 패치 때 추가 됨) - 상하이 그린랜드 선화(2016년 상반기 로스터 패치 때 추가 됨) - 산둥 루넝 타이산(이하 동일) - 베이징 궈안 (이하 동일) - 광저우 에버그란데 (이하 동일) - 베이징 런허 (이하 동일) 삭제된 리그 - 캄페오나투 브라질레이루 세리이 A(2014년 하반기 로스터 패치 때 삭제 됨) - 칠레 프리메라 디비시온(2017년 하반기 로스터 패치 때 삭제 됨) - 리가 MX(2017년 하반기 로스터 패치 때 삭제 됨) - A리그(2017년 하반기 로스터 패치 때 삭제 됨) - 프리메이라리가 (2017년 하반기 로스터 패치 때 삭제 됨) - 에레디비지에 (2017년 하반기 로스터 패치 때 삭제 됨) - 러시아 프리미어리그 (2017년 하반기 로스터 패치 때 삭제 됨) - 벨기에 프로리그 (2017년 하반기 로스터 패치 때 삭제 됨) - 오스트리아 분데스리가 (2017년 하반기 로스터 패치 때 삭제 됨) - 덴마크 수페르리가 (2017년 하반기 로스터 패치 때 삭제 됨) - 스위스 슈퍼리그 (2017년 하반기 로스터 패치 때 삭제 됨) 삭제된 기타 국가 팀 - 올림피아코스 CFP (2017년 하반기 로스터 패치 때 삭제 됨) - PAOK FC (2017년 하반기 로스터 패치 때 삭제 됨) |  |

## 국가대표
총 49개 대표팀이 등장한다. 원래는 47개였으나 2015년 하반기 로스터 패치 때 중국 국가대표팀과 캐나다 국가대표팀이 추가되었다. 하지만 대한민국 국가대표팀이 삭제되었다. 그러다가 2016년 7월 28일 패치로 대한민국 U-23이 추가되었다. 2016년 11월 3일 하반기 로스터 패치때 뉴질랜드 국가대표팀이 삭제되었다. 대부분 유럽(28팀)·남미(10팀) 축구연맹 소속 대표팀이며, 나머지 대륙 축구연맹의 12개 국가대표팀(아시아 9팀, 아프리카 6팀, 북중미 3팀)이 소수 포함되어 있다. 몇몇 대표팀은 라이선스를 취득하지 못하여 대표팀 로고와 유니폼이 실제와 다르며, 선수 이름만 실명으로 나온다. 국가대표팀은 싱글모드 국가대항전으로 하거나 익스비션 모드로 할 수 있고 자신의 커리어로 컴퓨터와 대련할 때 컴퓨터 팀을 국가대표로 할 수 있다. 하지만 2016년 6월 30일 업데이트 이후 유저가 선택하는 게 가능하다. 리그 모드를 할 경우 국가대표들끼리 할 수 있다.
| 유럽 (27개국) - 네덜란드 - 노르웨이 2 - 독일 - 러시아 3 - 루마니아 3 - 벨기에 2 - 불가리아 1 - 스위스 1 - 스페인 - 슬로베니아 1 - 아이슬란드 (2017년 하반기 로스터 패치 때 추가 됨) - 아일랜드 - 웨일스 - 이탈리아 - 잉글랜드 - 체코 - 튀르키예 - 포르투갈 3 - 폴란드 - 프랑스 - 핀란드 1 - 헝가리 1 | 아시아 (4개국) - 인도 1 - 오스트레일리아 북중미 (3개국) - 멕시코 - 미국 - 캐나다 남미 (10개국) - 베네수엘라 1 - 볼리비아 1 - 브라질 - 에콰도르 1 - 우루과이 1 - 콜롬비아 1 - 파라과이 1 - 페루 1 | 아프리카 (4개국) - 남아프리카 공화국 1 - 이집트 1 - 카메룬 1 - 코트디부아르 1 오세아니아 (0개국) - 뉴질랜드 1(2016년 하반기 로스터 패치 때 삭제) 삭제된 팀 - 대한민국 (2017년 상반기 로스터 패치 때 삭제 됨) - 그리스 (2017년 하반기 로스터 패치 때 삭제 됨) - 덴마크 (2017년 하반기 로스터 패치 때 삭제 됨) - 북아일랜드 (2017년 하반기 로스터 패치 때 삭제 됨) - 스웨덴 (2017년 하반기 로스터 패치 때 삭제 됨) - 스코틀랜드 (2017년 하반기 로스터 패치 때 삭제 됨) - 아르헨티나 (2017년 하반기 로스터 패치 때 삭제 됨) - 오스트리아 (2017년 하반기 로스터 패치 때 삭제 됨) - 중화인민공화국 (2017년 하반기 로스터 패치 때 삭제 됨) - 칠레 (2017년 하반기 로스터 패치 때 삭제 됨) |  |

- 1: 라이선스 미취득 국가대표
- 2: 라이선스 미취득 국가대표였으나 2016년 하반기 로스터 패치 때 취득한 국가대표
- 3: 라이선스 미취득 국가대표였으나 2017년 하반기 로스터 패치 때 취득한 국가대표

## 방송

### e스포츠
- 피파온라인3 챌린져스
- EA SPORTS 피파온라인3 챔피언쉽
  - EA SPORTS 피파온라인3 챔피언십 2013
  - EA SPORTS 피파온라인3 챔피언십 2014
  - EA SPORTS 피파온라인3 챔피언십 2015
  - EA SPORTS 피파온라인3 챔피언십 2015 시즌2
  - EA SPORTS 피파온라인3 챔피언십 2016
  - EA SPORTS 피파온라인3 챔피언십 2016 시즌2

### 일반 방송
- 피파온라인3 완전정복
- 퍼펙트 플레이어
- 챔피언십 스로인
- 그라운드의 지혜

## 모바일
2014년 2월 27일, PC와 연동이 가능한 피파 온라인 3M이 출시되었으며, 현재까지 500만 회의 다운로드가 이루어지는 등의 많은 인기를 얻고 있다.PC와 동일하게 선수 강화,판매,구입 카드,아이템 오픈 이 가능하나 모바일 핫타임 이벤트, 챌린지 경기, 경기 관전 등이 PC버전과 차이를 보인다.
하지만 업데이트를 통해 ai로만 플레이를 할 수 있게되자 많은 비난이 쏟아졌다. ai로만 플레이가 가능해져서 재미도 동시에 하락했다.

## 기타

베스트일레븐 2017년 7월호 표지를 장식한 피파 온라인 3

- 출시 당시에는 콘솔버전 FIFA10, PC버전 FIFA 11의 젠트리 엔진을 기반으로 그래픽 퀄리티는 기존엔진에서 개량하여 출시했으며, 2년뒤 2015년 11월 26일엔 FIFA 13의 임펙트엔진을 개량한 뉴임펙트엔진으로 그래픽포함 물리엔진 자체를 업그레이드하였다.
- 트레이드 2.0으로 인하여 2016년 2월과 4월에 서버 백섭을 하였다. 많은 논란과 비난이 쏟아졌다.
- 2016년 7월 7일 이후, 테스트 서버 구장 서비스를 실시하여, 엔진에 대해 불만이 많음을 해결하기 위해 유저들이 테스터가 되어, 앞으로 바뀔 체감이 괜찮을 지 직접 경험해보고 후기를 남기는 방법을 실시했다.
- 2017년 2월 9일 이후, 피파3이 피파2에서 레벨제한이 없었던 것이 그리웠는지 세부 능력치라는 시스템을 추가하여 RPG처럼 변해버렸다.
- 현재까지도 지속적인 신규선수 생성으로 순전히 실력으로 다른 플레이어를 이긴다는 것엔 한계가 있다.
- 2018년 8월 2일, 서비스를 종료하였다.

## 같이 보기
- 위닝 일레븐 2014
- 프리스타일 풋볼 (서비스 종료)
- 차구차구 (서비스 종료)
- 풋볼매니저